# خرس سفید
خرس سفید (به انگلیسی: White Bear)، دومین قسمت از قسمت از فصل دوم مجموعه آنتولوژی علمی‌تخیلی بریتانیایی آینه سیاه است. این اپیزود توسط خالق سریال آینه سیاه یعنی چارلی بروکر نوشته شده و کارل تیبیتس آن را کارگردانی کرده‌است. خرس سفید داستان زنی به نام ویکتوریا را دنبال می‌کند که در یک خانه به هوش می‌آید و متوجه می‌شود که بر اثر پخش سیگنال‌هایی عجیب از تلویزیون، مردم تبدیل به تماشاچی شده‌اند و با دوربین‌های موبایل خود از همه چیز فیلم می‌گیرند. ویکتوریا که قادر نیست همه چیز را به خوبی به یاد بیاورد، برای پیدا کردن بچه خود با دو نفر دیگر هم سفر می‌شود تا هم بچه خود را پیدا کند و هم اینکه بتواند جلوی این سیگنال مرموز که به خرس سفید مشهور شده را بگیرد.
بروکر ابتدا، داستان این قسمت را در جهانی پسارستاخیزی نوشت اما وقتی برای ساخت فیلم‌نامه به یکی از لوکیشن‌هایی رفت که مربوط به پایگاه نیروی هوایی سلطنتی بریتانیا بود؛ با دیدن فنس‌ها و فضای آن‌جا، تصمیم گرفت تا داستان را به دنیای حال آورده و نشانه‌های مدرن آن را زیاد کند. بروکر، در طی دو روز فیلم‌نامه را ویرایش کرد. مهم‌ترین تغییر داستان نیز در پیچش پایانی آن اتفاق افتاد که مورد تحسین جهانی منتقدان و تماشاگران قرار گرفت.
خرس سفید نخستین بار در تاریخ ۱۸ فوریه ۲۰۱۳ از طریق کانال ۴ به روی آنتن رفت. نزدیک به ۱٫۲ میلیون نفر این اپیزود را تماشا کردند که آن را تبدیل به یکی از پرتماشاگرترین قسمت‌های آینه سیاه می‌کند. خرس سفید نقدهایی بسیار مثبت از سوی منتقدان دریافت کرد و در زمینه فیلم‌نامه و تیم بازیگری و خصوصاً عملکرد تاپنس میدلتون مورد تحسین و توجه قرار گرفت. این اپیزود به بررسی لایه‌هایی مختلف از زندگی اجتماعی و به‌طور خصوص به مواردی همچون عادی سازی خشونت، تأثیر تکنولوژی بر روی افکار عمومی و مفهوم واقعی عدالت در سیستم‌های قانونی می‌پردازد.